# 博物館明治村簡易郵便局
博物館明治村簡易郵便局（はくぶつかんめいじむらかんいゆうびんきょく）は、愛知県犬山市にある簡易郵便局である。伊勢市にあった山田郵便局を移築したもの。

## 概要
住所：〒484-0000 愛知県犬山市内山1
局名のとおり博物館明治村内に立地しているため、当局を利用するためには、当該施設に入場（有料）する必要がある。
局舎は、山田郵便局（後の伊勢郵便局）舎として、三重県宇治山田市（当時）の伊勢神宮外宮前に1909年（明治42年）に建設されたもので、木造平屋建銅板葺、外観はハーフティンバー様式を基調としている。設計は当時の逓信省の技師白石円治である。
伊勢郵便局が伊勢市岡本町に新築移転された後、局舎は1969年（昭和44年）4月に博物館明治村内へ移築、「宇治山田郵便局」と名付けられ郵政関連の展示場として使用され、1971年（昭和46年）に当局が開設された。明治時代の木造郵便局舎としては現存する唯一のものであり、重要文化財に指定されている。隣接して建てられた山田郵便局電話室は建設地（伊勢市本町20−24）に現存し、フランス料理店の店舗として活用されている。
郵政民営化以降は貯金業務のみ土休日休業となっている。
2019年（平成31年）から2022年（令和4年）まで保存修理工事が行われた。この修理工事では耐震補強、銅板屋根の葺替え、内外装の全面改修などが行われた。

## 沿革
- 1971年（昭和46年）3月18日 - 博物館明治村簡易郵便局として、博物館明治村内に開局[1]。
- 1996年（平成8年）7月15日 - 電信為替の振出しおよび電信払込みに関する事務の取扱を開始。
- 1999年（平成11年）3月19日 - 文化財保護審議会が当局舎の重要文化財指定を答申[2]。同年5月13日に指定（指定名称は「旧伊勢郵便局舎（宇治山田郵便局舎）」）[3]。
- 2007年（平成19年）10月1日 - 民営化。
- 2012年（平成24年）10月1日 - 日本郵便株式会社発足。
- 2019年（平成31年）2月 - 耐震化などの保存修理工事開始。仮設建物での事務を開始。
- 2022年（令和4年）11月3日 - 保存修理が完了。本館での事務を再開。

## 取扱内容
- 郵便、印紙、ゆうパック

本局では窓口から海外への国際郵便は取り扱っていない。（ただし手紙とはがきのみ所定金額分の切手を貼れば郵便ポストからの発送は可能。）
- - 風景印使用局
- 貯金、為替、振替（ゆうちょ銀行代理店業務）
  - 2003年（平成15年）の公社化以前は、土休日も為替貯金業務を取り扱っており、その際はオンライン端末機を使用しない明治以来のオフライン処理がなされていた。

## 周辺
- 博物館明治村
- 入鹿池

## アクセス
- 岐阜バスコミュニティ 明治村停留所下車（名鉄犬山駅から約20分）
- 名鉄バスセンター・栄から名鉄バス（直行）にて明治村停留所下車（土休日のみ）
- 中央自動車道 小牧東ICから約3km
- 国道41号 上小口2丁目交差点から約6km、または兼清交差点から約5km
- 国道19号 明知町北交差点（小牧東インター道路利用）から約5km
- 駐車場：博物館明治村の駐車場を利用（有料）